# ناحیه عین أرنات
ناحیه عین أرنات (به عربی: دائرة عین أرنات) یک ناحیه‌ در الجزایر است که در استان سطیف واقع شده‌است.